# Vidres a la Sang
Vidres a la Sang és un grup de metal extrem català format a Terrassa l'any 2002 per Eloi Boucherie (guitarrista) i Carles Olivé (bateria). El nom del grup fa referència a la forma amb què anomenava el poeta Miquel Martí i Pol l'esclerosi múltiple que patí.

## Membres
- Eloi Boucherie (guitarra, veu i producció)[5]
- Albert Martí (guitarra)
- Cristian Vilches (baix elèctric)[6]
- Jordi Farré (bateria)

## Discografia
- Vidres a la sang - 2004[7]
- Endins - 2006
- Som - 2009
- Set de sang - 2018[8]
- Fragments de l'esdevenir - 2022
- Virtut del desencís - 2024[6][9]